# Aeschynomene lateritia
Aeschynomene lateritia är en ärtväxtart som beskrevs av Hermann August Theodor Harms. Aeschynomene lateritia ingår i släktet Aeschynomene och familjen ärtväxter. Inga underarter finns listade i Catalogue of Life.